# Andrés Holguín
Andrés Holguín (* 1918 in Bogotá; † 21. Juni 1989 ebenda) war ein kolumbianischer Lyriker, Übersetzer und Literaturkritiker.

## Leben
Der Enkel des Präsidenten Carlos Holguín Mallarino besuchte bis 1935 die Escuela Nacional de Comercio und absolvierte bis 1942 eine Ausbildung als Rechtsanwalt am Colegio Mayor de Nuestra Señora del Rosario. Er bekleidete verschiedene staatliche Ämter und war Diplomat in Paris, Rom und Caracas.
Ab dem sechzehnten Lebensjahr begann er zu publizieren und veröffentlichte mehr als zwanzig Bücher, darunter Lyrikbände, philosophische und literaturwissenschaftliche Werke. Er gründete El Muro Blanco und später El Arké, zwei Organisationen, die sich der Kulturförderung in Kolumbien widmeten. Außerdem unterrichtete er an der Universidad de los Andes und der Universidad de Bogotá, wo er die geisteswissenschaftliche Fakultät leitete und einen Lehrstuhl für Literatur und Philosophie innehatte und die Zeitschrift Razón y Fábula veröffentlichte.
Für die Kolumne Temas inesperados, die er jahrelang in der Zeitung El Tiempo veröffentlichte, erhielt er den Premio Nacional de Periodismo.

## Schriften
- Poemas (1944)
- La tortuga, símbolo del filósofo (1961)
- Las formas del silencio y otros ensayos (1969)
- Antología crítica de la poesía colombiana, 1874-1974 (2 Bände, 1974)
- Notas griegas (1977)

| Personendaten    | Personendaten                                             |
| ---------------- | --------------------------------------------------------- |
| NAME             | Holguín, Andrés                                           |
| KURZBESCHREIBUNG | kolumbianischer Lyriker, Übersetzer und Literaturkritiker |
| GEBURTSDATUM     | 1918                                                      |
| GEBURTSORT       | Bogotá                                                    |
| STERBEDATUM      | 21. Juni 1989                                             |
| STERBEORT        | Bogotá                                                    |